# Граймс, Дэвид Роберт
Дэвид Роберт Граймс (род. 1985) — ирландский физик, исследователь рака и научный писатель, который сотрудничает с несколькими средствами массовой информации по вопросам науки и общества. Его интересует широкий круг научных вопросов, и он является активным сторонником повышения понимания обществом науки. Граймс также является лауреатом премии «Смысл о науке» (Премия Мэддокса) за защиту науки перед лицом бедствий.

## Ранний период жизни
Граймс родился в Дублине, жил в Скеррисе и провел более десяти лет в Эр-Рияде, Саудовская Аравия. Будучи студентом, Граймс увлекался музыкой и театром, а также интересовался наукой. Он получил степень бакалавра в области прикладной физики в Городском университете Дублина, служа на Студенческом Союзе, преподавателей по всей области науки и здравоохранения РУКОВОДИТЕЛЬ 2005—2006 годов, и DCU драмы комитета, который окончил в 2007 году с медалью Лаймана в физике. Граймс затем получил докторскую степень, финансируемую ирландским Советом по исследованиям.

## Научные интересы
Граймс сделал докторскую работу по физике ультрафиолетового излучения. Его постдокторская работа в Оксфордском университете была посвящена медицинской физике и онкологии, моделированию распределения кислорода в опухоли и гипоксии, взаимодействиям кислорода с излучением и неинвазивной визуализации. У него есть ряд других исследовательских интересов, в том числе критические статьи о гомеопатических утверждениях с точки зрения физики и исследование физики игры на электрогитаре в 2014 году широко освещаемое в мировых СМИ.
В 2016 году он опубликовал работу по анализу конспирологических утверждений с использованием распределения Пуассона, в которой делался вывод, что масштабные заговоры быстро были бы разоблачены, что также широко освещалось СМИ.

## Научная пропаганда
Граймс наиболее известен научной журналистикой и пропагандой, а также участвовал во многих публикациях, в том числе в Irish Times, The Guardian, BBC и других изданиях. Его работы посвящены аспектам науки и общества, а также развенчиванию лженауки на темы, которые могут вызывать споры в общественном сознании, такие как вакцинация, изменение климата, контроль над оружием, ядерная энергетика, общественное здравоохранение и научные заблуждения.
Граймс выступает за секуляризм в ирландской системе образования. Он раскритиковал ирландских религиозных консерваторов за то, что они исказили результаты исследований об абортах и однополых браках, в политических целях, признав, что, хотя они и имеют право на этические опасения, их политика «…искажающих исследование … поддерживает религиозные взгляды — это прозрачно циничное упражнение». Это вызвало сильную реакцию со стороны членов Института Ионы.

### Кампании по фториду и каннабису
Граймс критиковал анти—фторидные кампании, в частности законопроект Шинн Фейн 2013 года о запрете фтора в воде. Эта позиция сделала его целью теоретиков заговора, и побудила кампанию, чтобы его сняли с должности в университете. Законопроект в конечном счете был отклонён.
Граймс также публично критиковал кампанию « Люди перед прибылью» за лекарственную каннабис, особенно за все заявления представителей этой кампании. Он особенно критиковал сомнительные утверждения, связывающие каннабис с лекарствами от рака и аутизма, говоря, что эти позиции не подтверждаются данными и могут подвергать пациентов риску.

### Критика анти-вакцинного движения и ложного баланса
Граймс особенно открыто высказывался против движения против вакцин, сосредоточившись на утверждениях групп вакцин против ВПЧ, аргументы которых, по словам Граймса, состоят из «анекдотов, эмоциональных призывов и легко опровергаемых утверждений», полагая, что «жизни бесчисленных молодых мужчин и женщин рассчитывать на то, что мы руководствуемся доказательствами, а не риторикой». В 2016 году, после спора вокруг фильма Vaxxed, Граймс был вовлечен в дебаты с бывшим доктором Эндрю Уэйкфилдом по ирландскому радио. Позднее Граймс писал о своем нежелании участвовать в дебатах и о том, что предоставление Уэйкфилду какой-либо платформы является ложным балансом. Он был крайне критически настроен по отношению к решению университета Риджентса принять Уэйкфилд, объяснив, что «Уэйкфилд — давно разоблаченный торговец страхом».
Граймс был также частью последующей успешной кампании, чтобы показы фильмов проходили как в Лондоне, так и в Европейском парламенте. В ответ он вызвал гнев противников вакцин и теоретиков заговора, в том числе Альянса за естественное здоровье, которые назвали его «скептическим рыцарем» вместе с Брайаном Коксом и Саймоном Сингхом.

### Пропаганда доказательной медицины
Граймс обратил внимание на то, что шарлатаны часто используют в своих интересах доверие уязвимых людей, особенно аутистов и больных раком. Точно так же он высказывался о краудфандинге для сомнительных медицинских состояний и клиник, таких как клиника Burzynkski в Техасе, США, заявляя, что, будучи эмоциональным, «… сбор денег по таким причинам не помогает страдающим ни на йоту — он приносит пользу только со смелостью выдвинуть ложную надежду за большие деньги».
Граймс подробно писал о сомнительных методах лечения таких состояний, как электромагнитная гиперчувствительность, которая, как свидетельствуют данные, является психологическим, а не физиологическим заболеванием, критикуя клиники, которые утверждают, что предлагают лекарства от болезни. Граймс был особенно критически настроен по отношению к гомеопатии, как в академической работе, так и в популярной прессе, что привело к гневным реакциям гомеопатов.

### Общественное понимание науки
Граймс заявляет, что основной проблемой в общении о науке является не просто информационный дефицит, а скорее идеологическая предвзятость, и что мотивированное рассуждение является жизненно важным фактором, который необходимо признать. Чтобы поддержать это утверждение, он указывает на доказательства того, что политические взгляды влияют на то, принимает ли кто-либо научный консенсус в отношении изменения климата. Точно так же он утверждал, как в популярных средствах массовой информации, так и в научных кругах, что принятие ядерной энергии, контроль над оружием и вакцинация находятся под сильным влиянием идеологических убеждений. Граймс утверждает, что преодоление наших скрытых предубеждений и лучшее понимание научного метода улучшит процесс принятия решений и принесёт пользу как обществу, так и отдельным людям.

## Награды и отличия
В знак признания его усилий, направленных на представление науки, несмотря на враждебность, Граймс был совместным лауреатом премии «Смысл о науке / природа» от Мэддокса 2014 года за то, что он защищал науку перед лицом противника и был высоко оценен компанией « Cancer Research UK» за то, что она была «… превосходный посол СМИ для CRUK, и за его усилия, чтобы развеять заблуждения в науке и медицине». В 2015 году его также привлекли к Стене выпускников Дублинского городского университета за его исследовательскую и просветительскую работу.